# Ескалаплано
Ескалапла̀но (на италиански: Escalaplano; на сардински: Scalepranu, Скалепрану) е село и община в Южна Италия, провинция Южна Сардиния, автономен регион и остров Сардиния. Разположено е на 338 m надморска височина. Населението на общината е 2295 души (към 2010 г.).
 До 2005 г. общината е част от провинция Нуоро.